# Dougoufié
Dougoufié is een gemeente (commune) in de regio Ségou in Mali. De gemeente telt 9300 inwoners (2009).
De gemeente bestaat uit de volgende plaatsen:
- Damianbougou
- Doufé-Wéré
- Dougoufié
- Fansongo
- Fansongo-Wéré
- Kenié-Bamana Kanga
- Kenié-Marka
- Kénié-Sofa
- Kodalala-Wéré
- Koulenzé
- Magnabougou
- Nioron-Wéré
- Ouromana
- Ouoromanabougou
- Yacouba-Wéré